# Maple Palm
Maple Palm – amerykański dramat filmowy w reżyserii Ralpha Torjana z 2006 r. zrealizowany na podstawie opowiadania Roberta Feldmana.